# Billy Zane
William George "Billy" Zane, Jr., född 24 februari 1966 i Chicago, Illinois, är en amerikansk skådespelare. 
Zane är mest känd för rollen som Caledon Hockley i Titanic.

## Filmografi i urval
- 1985 – Tillbaka till framtiden
- 1986 – Critters
- 1989 – Lugnt vatten
- 1989 – Tillbaka till framtiden del II
- 1990 – Memphis Belle
- 1991 – Twin Peaks (TV-serie) (fem avsnitt)
- 1992 – Orlando
- 1993 – Sniper
- 1993 – Tombstone
- 1994 – Only You
- 1996 – Fantomen
- 1997 – Titanic
- 1998 – Pocahontas 2: Resan till en annan värld (röst som John Rolfe)
- 1999 – Cleopatra (miniserie)
- 2001 – The Believer
- 2005 – Förhäxad (TV-serie) (tre avsnitt)
- 2006 – BloodRayne
- 2006 – Memory
- 2009 – Samantha Who? (TV-serie) (fem avsnitt)
- 2011 – The Roommate
- 2011 – Sniper: Reloaded
- 2012 – The Scorpion King 3: Battle for Redemption
- 2012 – Electrick Children